# Philippe Muller
Philippe Muller (Mulhouse, 20 aprile 1946) è un violoncellista francese.

## Biografia
Muller è nato nel 1946 nella regione francese dell'Alsazia. Ha studiato violoncello con Paul Tortelier, Mstislav Rostropovich e André Navarra.
Nel 1970 ha formato un trio con Jean-Jacques Kantorow e Jacques Rouvier.
Nel 1979 è stato nominato professore di violoncello presso il più prestigioso Conservatorio di Parigi, succedendo al suo maestro André Navarra. I suoi allievi sono Gautier Capuçon, Henri Demarquette, François Salque, Marc Coppey, Emmanuelle Bertrand, Georgina Sánchez e Xavier Philips.
A parte i suoi compiti di insegnamento, è anche spesso invitato come membro della giuria per i concorsi internazionali di violoncello.

## Discografia
- Ravel - Trios and Sonatas (Erato, 1974)
- Stravinsky - Songs (Deutsche Grammophon, 1991)
- Schönberg - Suite op.29, etc. (Sony Classical, 1993)
- Schönberg - Serenade, Five Pieces for Orchestra (Sony Classical, 1993)
- Offenbach - Cello Duets (Arion, 1993)
- Telemann - Cantatas & Fantaisies (Adda, 1993)
- Schubert - Trout Quintet, Piano Trio no.1 (Viola, 1996)
- Bach - Les 6 suites pour violoncelle seul (Passavant Music, 2008)